# Bni Gmil
Bni Gmil (àrab بني جميل) és una comuna rural de la província d'Al Hoceima de la regió de Tànger-Tetuan-Al Hoceima. Segons el cens de 2014 tenia una població total de 9.513 persones.